# 植里古道及桥
植里古道及桥包括村口的古道和位于古道北端的永丰桥，位于江苏省苏州市吴中区金庭镇东村植里。古道建于清道光十四年（1834年），长158米，宽1.5米，高1.55米，用448块花岗岩条石铺筑。永丰桥始建于宋代，现存花岗石拱桥为清康熙四十一年（1702年）重建。1997年7月28日列为苏州市文物保护单位。